# Hitzewelle in Australien 2018/2019
Die Hitzewelle in Australien 2018/2019 bezeichnet eine zum Ende des Jahres 2018 und Anfang des Jahres 2019 anhaltende Wetteranomalie in Australien mit für die Jahreszeit (Sommer auf der Südhalbkugel) ungewöhnlich hohen Temperaturen.

## Hintergrund
Das Jahr 2018 war weltweit eines der wärmsten seit Beginn der Wetteraufzeichnungen. Dies zeigte sich beispielsweise durch eine anhaltende Dürre und Hitze in Europa, Waldbrände in Kalifornien und weitere Wetterereignisse auf der Nordhalbkugel. Die Hitzewelle in Australien setzte somit eine Reihe globaler Hitzewellen fort, nachdem bereits im Jahr 2016 für Australien ungewöhnliche Wetterereignisse verzeichnet worden waren. Weil die Januartemperaturen in Australien typischerweise höher als die Dezembertemperaturen sind, wurde bereits im Dezember 2018 befürchtet, dass die Hitzewelle in Australien anhalten oder sich sogar verstärken könnte. Viele Australier bringen die Hitzewelle mit der globalen Erwärmung in Verbindung.
Der Januar 2019 war der wärmste Januar in Australien seit Beginn der Wetteraufzeichnungen; erstmals wurde eine landesweite Durchschnittstemperatur von 30 Grad Celsius überschritten. Der bisherige Januarrekord wurde teils um 2 bis 3 Grad überschritten. Mit 36,6 Grad Celsius am 26. Januar in Wanaaring (North Western, New South Wales) wurde der Nacht-Hitzerekord der südlichen Hemisphäre gebrochen.

## Geografischer Schwerpunkt
Ende Dezember wurden in weiten Teilen der Bundesstaaten New South Wales, Victoria und South Australia Temperaturen oberhalb der 40-Grad-Celsius-Marke gemessen. Für den Südosten des Landes lagen sie damit zehn bis sechzehn Grad Celsius über den für die Jahreszeit üblichen Durchschnittswerten. Am 27. Dezember wurde in Marble Bar im Norden Westaustraliens, der ohnehin als der heißeste Ort Australiens gilt, eine Mittagstemperatur von 49,1 Grad Celsius gemessen; sie lag damit nur geringfügig unter dem australischen Temperaturrekord von 50,7 Grad Celsius aus dem Januar 1960. Befürchtet wurden sich anschließende Buschbrände und Dürren. Auch wurden hohe Ozon-Werte gemeldet. Landesweit wurde ein Feuerverbot ausgesprochen. Die Hitzewelle erfasste auch im Januar weite Teile Australiens. Ende Januar brach die Stadt Adelaide mit 46,2 Grad ihren Hitzerekord aus dem Jahr 1939. Am 25. Januar wurde in Port Augusta mit 49,5 Grad die höchste jemals in einem Küstenort gemessene Temperatur verzeichnet.
Der Hitzewelle folgte ein Monsun mit teils extremen Regenfällen. Stellenweise fielen über 1000 mm Regen auf einen Quadratmeter; besonders betroffen ist das nördliche Queensland. Die Stadt Townsville musste kontrolliert geflutet werden, um einen Dammbruch zu verhindern; 2000 Häuser standen unter Wasser.

## Auswirkungen
Betroffen von der Hitzewelle waren unter anderem die Australian Open 2019. Bei dem Tennisturnier mussten zusätzliche Pausenzeiten eingeführt werden. Die Wetteranomalie trug zu einer Debatte über die Klimakrise bei.
Insbesondere in Australien selbst, das einen vergleichsweise hohen Pro-Kopf-Ausstoß von Treibhausgasen aufweist, löste die Hitzewelle umfassende Diskussionen in der Politik aus. Kohle ist das zweitwichtigste Exportprodukt Australiens, entsprechend erhielt die australische Kohleindustrie, die in der Politik über eine starke Lobby verfügt, Rückendeckung von den Regierungen der vorangegangenen Jahre, während der Klimawandel und erneuerbare Energien in der politischen Debatte keine nennenswerte Rolle spielten.
Bei der Siedlung Santa Teresa, rund 80 Kilometer südwestlich von Alice Springs, fand man etwa 40 tote Brumbys in ausgetrockneten Wasserlöchern. Ranger erschossen 55 weitere der verwilderten Pferde, die unter Wassermangel litten. Im Westen Australiens wurden mehr als 2500 wild lebende Kamele erschossen. Sie hatten die Zäune um privates Weideland durchbrochen, um an Wasser zu gelangen.
Der Uluru (Ayers Rock) wurde wegen der großen Hitze gesperrt, dennoch starb am Neujahrstag eine deutsche Touristin an Wassermangel. Supermärkte in Australien können keine gekühlte Ware mehr verkaufen, weil die Kühlschränke wegen der Hitze nicht funktionieren.